# Pascal Zaugg
Pascal Zaugg (La Chaux-de-Fonds, 2 maart 1962) is een Zwitsers voormalig voetballer die speelde als aanvaller.

## Carrière
Zaugg speelde van 1981 tot 1985 voor Neuchâtel Xamax; daarna speelde hij enige tijd voor FC Grenchen om terug te keren naar de club tot 1986. In 1987 speelde hij kort voor FC Bulle om hetzelfde jaar nog te tekenen bij FC Locarno. Van 1988 tot 1990 speelde hij bij FC Baden en sloot hij zijn carrière af bij La Chaux-de-Fonds.
Hij speelde zes interlands voor Zwitserland waarin hij niet kon scoren.